# Lądowisko Złotów
Lądowisko Złotów – lądowisko sanitarne w Złotowie, w województwie wielkopolskim, położone przy ul. Szpitalnej 28. Przeznaczone jest do wykonywania startów i lądowań śmigłowców sanitarnych i ratowniczych w dzień i w nocy o dopuszczalnej masie startowej do 5700 kg. 
Zarządzającym lądowiskiem jest Szpital Powiatowy im. Alfreda Sokołowskiego w Złotowie. W roku 2008 zostało wpisane do ewidencji lądowisk Urzędu Lotnictwa Cywilnego pod numerem 39